# The Miracle Club
The Miracle Club es una película de comedia dramática de 2023 dirigida por Thaddeus O'Sullivan. La película está protagonizada por Laura Linney, Kathy Bates, Maggie Smith y Stephen Rea. Su trama sigue a un grupo de mujeres de clase trabajadora de Dublín en una peregrinación a Lourdes en Francia.
The Miracle Club se estrenó en el Festival de Tribeca el 9 de junio de 2023 y fue estrenada en el Reino Unido e Irlanda por Lionsgate UK el 13 de octubre de 2023.

## Reparto
- Maggie Smith como Lily Fox
- Laura Linney como Chrissie Ahearn
- Kathy Bates como Eileen Dunne
- Agnes O'Casey como Dolly Hennessy
- Stephen Rea como Frank Dunne
- Mark O'Halloran como Padre Dermot Byrne
- Mark McKenna como George Hennessy
- Niall Buggy como Tommy Fox
- Hazel Doupe como Cathy Dunne
- Brenda Fricker como Maureen
- Lesley Conroy como Monja

## Producción
En diciembre de 2021, la película estaba en preproducción y acababa de recibir financiación adicional del UK Global Screen Fund. Posteriormente, la película se rodó en Dublín en 2022.

## Estreno
The Miracle Club se estrenó en el Festival Tribeca 2023 el 9 de junio de 2023. Fue estrenada en el Reino Unido por Lionsgate UK el 13 de octubre de 2023. Sony Pictures Classics adquirió los derechos de la película en Estados Unidos, América Latina y territorios selectos del Sudeste Asiático y Europa del Este. La película se estrenó en Estados Unidos el 14 de julio de 2023. la película se estrenó en España el 18 de octubre de 2024